# Les Pistoleros du Nevada
Pour plus de détails, voir Fiche technique et Distribution.
Les Pistoleros du Nevada (¿Quién grita venganza?) est un western spaghetti hispano-italien sorti en 1968, réalisé par Rafael Romero Marchent.

## Synopsis
Une bande de hors-la-loi terrorise les propriétaires terriens de Blakestone Hill : ceux qui refusent de signer les actes de vente sont tués, les autres y sont contraints. Fred Danton et Johnny, deux chasseurs de primes alléchés par les primes en jeu, décident de s'attaquer aux hors-la-loi. Assez vite, ils repèrent les Rodgers, comme ceux qui organisent le racket des terres.

## Fiche technique
- Titre français : Les Pistoleros du Nevada
- Titre original espagnol : ¿Quién grita venganza?[1]
- Genre : western spaghetti
- Réalisation : Rafael R. Marchent
- Scénario : Marco Leto, Vittorio Salerno, Rafael Romero Marchent
- Musique : Riz Ortolani, Marcello Giombini
- Production : Eduardo Manzanos Brochero pour Copercines, Tritone Filmindustria
- Photographie : Franco Delli Colli, Aldo Ricci
- Format d'image : Techniscope[1]
- Montage : Antonio Gimeno
- Décors : Jaime Perez Cubero, José Luis Galicia
- Maquillage : Josè Echevarria
- Pays :  Espagne,  Italie
- Année de sortie : 1968
- Langue originale : espagnol
- Format d'image : 2,35 : 1
- Distribution en Italie : Produzioni Europee Associate
- Date de sortie en salle en France : 3 novembre 1971[2]

## Distribution
- Anthony Steffen : Fred Danton
- Mark Damon : Johnny
- Raf Baldassarre : Gregory Lassiter
- Maria Martini : femme de Rodgers
- Luis Induni : Steve Rodgers
- Piero Lulli : Bob, shérif
- Luis Barboo : Anderson
- Dyanik Zurakowska : Elisabeth Forrest
- Barta Barri : Thomas Forrest
- Miguel Del Castillo : juge George Bright
- Carlos Romero Marchent : Daniel Forrest
- José Marco : Jack Logan
- Jesús Guzmán : Jonathan "Allegria", croque-mort
- Alfonso De La Vega : adjoint du shérif
- Guillermo Méndez : un frère de Lassiter
- Fabian Conde